# Channel Crossing
Channel Crossing é um filme policial britânico de 1933, estrelado por Matheson Lang, Constance Cummings, Anthony Bushell e Nigel Bruce. Foi dirigido e produzido por Milton Rosmer e W.P. Lipscomb escreveu o roteiro.

## Elenco
- Matheson Lang - Jacob Van Eeden
- Constance Cummings - Marion Slade
- Anthony Bushell - Peter Bradley
- Nigel Bruce - Vi Guthrie
- Edmund Gwenn - Trotter
- Douglas Jefferies - Doutor Walkley
- H.G. Stoker - Capitão Kilbee
- Max Miller - James
- Cyril Smith - Beach